# Temporada 1961-62 de l'NBA
La temporada 1961-62 de l'NBA fou la 16a en la història de l'NBA. Boston Celtics fou el campió després de guanyar a Los Angeles Lakers per 4-3. Aquest seria el quart dels vuit anells consecutius que aconseguirien els Celtics.

## Classificacions
- Divisió Est

| Equip                 | V  | D  | %V   | P  |
| --------------------- | -- | -- | ---- | -- |
| Boston Celtics C      | 60 | 20 | ,750 | -  |
| Philadelphia Warriors | 49 | 31 | ,613 | 11 |
| Syracuse Nationals    | 41 | 39 | ,513 | 19 |
| New York Knicks       | 29 | 51 | ,363 | 31 |

- Divisió Oest

| Equip              | V  | D  | %V   | P  |
| ------------------ | -- | -- | ---- | -- |
| Los Angeles Lakers | 54 | 26 | ,675 | -  |
| Cincinnati Royals  | 43 | 37 | ,538 | 11 |
| Detroit Pistons    | 37 | 43 | ,463 | 17 |
| St. Louis Hawks    | 29 | 51 | ,363 | 25 |
| Chicago Packers    | 18 | 62 | ,225 | 36 |

* V: Victòries
* D: Derrotes
* %V: Percentatge de victòries
* P: Diferència de partits respecte al primer lloc
* C: Campió

## Estadístiques
| Categoria                   | Jugador          | Equip                 | Mitjana/% |
| --------------------------- | ---------------- | --------------------- | --------- |
| Punts per partit            | Wilt Chamberlain | Philadelphia Warriors | 50,4      |
| Rebots per partit           | Wilt Chamberlain | Philadelphia Warriors | 25,7      |
| Assistències per partit     | Oscar Robertson  | Cincinnati Royals     | 11,4      |
| Percentatge de tirs de camp | Walt Bellamy     | Chicago Packers       | 51,9      |
| Percentatge de tirs lliures | Dolph Schayes    | Syracuse Nationals    | 89,7      |

## Premis
- MVP de la temporada
  -  Bill Russell (Boston Celtics)

- Rookie de l'any
  -  Walt Bellamy (Chicago Packers)

- Primer quintet de la temporada
  - Bob Pettit, St. Louis Hawks
  - Wilt Chamberlain, Philadelphia Warriors
  - Jerry West, Los Angeles Lakers
  - Oscar Robertson, Cincinnati Royals
  - Elgin Baylor, Los Angeles Lakers

- Segon quintet de la temporada
  - Jack Twyman, Cincinnati Royals
  - Tom Heinsohn, Boston Celtics
  - Bob Cousy, Boston Celtics
  - Bill Russell, Boston Celtics
  - Richie Guerin, New York Knicks